# Sichuan FAW Toyota Motor Company
Sichuan FAW Toyota Motor ist ein Unternehmen der Automobilindustrie aus der Volksrepublik China.

## Beschreibung
Sichuan Toyota Motor wurde 1998 als Gemeinschaftsunternehmen gegründet. Zwei Quellen präzisieren auf November 1998. Beteiligt war einerseits Toyota und andererseits entweder Sichuan Luxing Checheng Manufacturing oder Sichuan Special Auto Works. Beide Partner hielten 50 % der Anteile. Zwei anderen Quellen meinen, dass Sichuan 50 % hatte, Toyota 45 % und Toyota Tsusho Corporation die restlichen 5 %. Ab Dezember 2000 wurden Omnibusse wie der Toyota Coaster und ab Oktober 2003 Personenkraftwagen wie der Toyota Land Cruiser Prado montiert. Eine andere Quelle nennt Pkw ab September 2003. Der Markenname lautete Toyota.
2002 übernahm China FAW Group 80 % des ursprünglichen Sichuan-Unternehmens und änderte dessen Namen in Chengdu FAW Auto Liability. Eine Quelle präzisiert auf Oktober 2002. Das Gemeinschaftsunternehmen wurde entweder zu dieser Zeit, 2005 oder im April 2005 in Sichuan FAW Toyota Motor umbenannt. Der Sitz ist in Chengdu.
Toyota gibt davon abweichend an, dass das neue Unternehmen mit Gründungsdatum Juli 2005 durch einen Zusammenschluss mit Changchun FAW Fengyue Auto entstand.
Seit Mai 2006 lautet der Markenname FAW mit dem Zusatz Sichuan Toyota oder mit dem Zusatz Toyota.
Ende 2011 waren 4562 Mitarbeiter beschäftigt.
Weitere Unternehmen von Toyota in China sind Tianjin FAW Toyota Motor Company mit FAW sowie GAC Toyota Motor und GAC Toyota Engine mit der Guangzhou Automobile Industry Group.